# Liste der Monuments historiques in Les Chapelles-Bourbon
Die Liste der Monuments historiques in Les Chapelles-Bourbon führt die Monuments historiques in der französischen Gemeinde Les Chapelles-Bourbon auf.

## Liste der Bauwerke
| Bezeichnung             | Beschreibung                  | Standort | Kennzeichnung | Schutzstatus | Datum | Bild           |
| ----------------------- | ----------------------------- | -------- | ------------- | ------------ | ----- | -------------- |
| Schloss Ménillet        | Erbaut ab dem 14. Jahrhundert | (Lage)   | PA00086866    | Inscrit      | 1986  |                |
| Herrenhaus Beaumarchais | Erbaut 1927                   | (Lage)   | PA00135371    | Inscrit      | 1995  | weitere Bilder |

## Liste der Objekte
Zum Verständnis siehe: Kirchenausstattung
- Monuments historiques (Objekte) in Les Chapelles-Bourbon in der Base Palissy des französischen Kultusministeriums